# Hanna Bogoryja-Zakrzewska

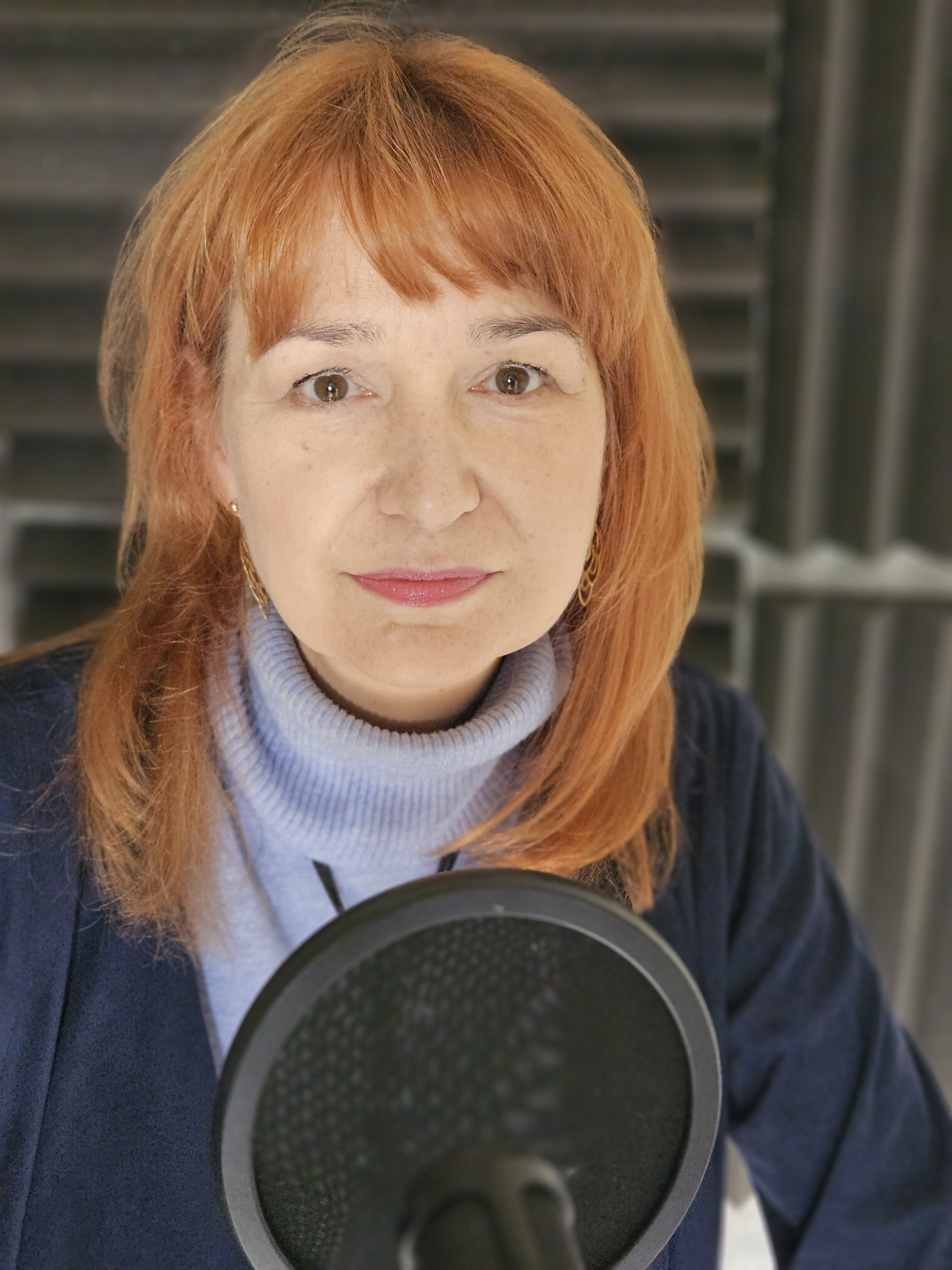
Hanna Bogoryja-Zakrzewska (2024)

Hanna Bogoryja-Zakrzewska – polska dziennikarka, autorka reportaży radiowych.

## Życiorys
Studiowała filologię polską na Uniwersytecie Szczecińskim, w tym czasie podjęła współpracę z Akademickim Radiem Pomorze. Od 1988 związana z Polskim Radiem, początkowo z audycją „Zapraszamy do Trójki”, potem z Programem IV PR, Redakcją Programów dla Szkół i Przedszkoli. W 1989 zdobyła II nagrodę w Ogólnopolskim Konkursie Reportażu „Polska i Świat” za audycję dokumentalną „Proces” o procesie szesnastu. Od 1993 związana z Redakcją Reportaży.
W 1999 włączyła się w akcję pomocy dzieciom, które nie mogą oddychać, „Oddech dla…”, prowadzoną przez lekarzy z Centrum Zdrowia Dziecka i polskich artystów. Oprócz zebrania pieniędzy dla potrzebujących dzieci, udało się stworzyć w Ministerstwie Zdrowia bank respiratorów.
W 2002 wraz z Ernestem Zozuniem otrzymała nagrodę Grand Press w kategorii: reportaż radiowy za reportaże „Tajna rzecz publiczna” oraz „Emilia, niewolnica tajemnicy”. Za te same reportaże otrzymali również w 2002 nagrodę Fundacji Batorego, „Tylko Ryba nie Bierze?”, za najlepsze radiowe reportaże śledcze. W 2004 stworzyli razem radiową kampanię przeciwko korupcji „Jesteśmy przeciw”. W 2006 otrzymała dyplom honorowy na Festiwalu Mediów „Człowiek w Zagrożeniu” za reportaż pt. „Szlaufy” o prostytuujących się nastolatkach.
18 grudnia 2011 została nagrodzona Złotym Mikrofonem za „wrażliwość i styl, które pozwalają odsłaniać najgłębsze tajniki osobowości bohaterów jej reportaży”.
W 2019 roku wydała książkę "Zdarzyło się naprawdę. Opowieści reporterskie".
W 2021 zrezygnowała z dalszej pracy w Polskim Radiu. Od 2017, wraz z Katarzyną Błaszczyk, tworzy projekt Torba Reportera. Wspólnie dzielą się radiową wiedzą na blogu, w podcastach i na YouTube. Napisały e-book pt. "Sztuka rozmowy w podcastach i nie tylko".

## Reportaże (wybór)
- Poławiaczka pereł – 2020
- Kilka wiosennych mgnień słupka – 2020 (wraz z Ernestem Zozuniem)
- Już żyje – 2020
- "Wyprzedzić wirusa" – 2020
- W jednej chwili – 2020 (wraz z Adamem Bogoryja-Zakrzewskim)
- Trzeba walczyć – 2011
- Matka i córka – 2007
- Zbuntowane – 2007
- Zanim znikną lekarze – 2007
- Sekrety Joanny – 2007
- Życie na słuchawkach – 2007
- Druga połówka – 2007
- Marzenia Borniaków – 2006
- Szlaufy – 2006
- Radni na swoich dróżkach – 2005
- Kieszonkowe – 2004
- Za kulisami billboardu – 2004
- Kamil – 2003
- Niestrudzona – 2003
- Nadzieja – matka silnych – 2003
- Tajna rzecz publiczna – 2002 (wraz z Ernestem Zozuniem)
- Pan doktor przyjmuje – 2001
- I ty możesz być wspaniałym – 2001
- Antoni – 2000
- Fachowcy – 2000
- Proces – 1989